# Garzas
Garzas es un barrio ubicado en el municipio de Adjuntas en el estado libre asociado de Puerto Rico. En el Censo de 2010 tenía una población de 1337 habitantes y una densidad poblacional de 81,05 personas por km².

## Geografía
Garzas se encuentra ubicado en las coordenadas 18°9′7″N 66°45′00″O / 18.15194, -66.75000. Según la Oficina del Censo de los Estados Unidos, Garzas tiene una superficie total de 16.5 km², de la cual 16.27 km² corresponden a tierra firme y (1.37%) 0.23 km² es agua.

## Demografía
Según el censo de 2010, había 1337 personas residiendo en Garzas. La densidad de población era de 81,05 hab./km². De los 1337 habitantes, Garzas estaba compuesto por el 94.17% blancos, el 2.39% eran afroamericanos, el 0.3% eran amerindios, el 0.3% eran asiáticos, el 0.82% eran de otras razas y el 2.02% pertenecían a dos o más razas. Del total de la población el 99.63% eran hispanos o latinos de cualquier raza.